# Ангаракан-Сартинский источник
Ангаракан-Сартинский источник — памятник природы в Муйском районе Республики Бурятия Российской Федерации. Находится в долине реки Верхняя Ангара в 0,5 км ниже устья реки Сарта. Термальный источник имеет научное и оздоровительное значение. Впервые описан в 1946 году М. П. Михайловым и Н. И. Толстихиным. Первоначально памятник носил название «Новый».
Памятник состоит из десяти родников, расстояние между крупными выходами около 50 м. Участок выхода вод сложен гнейсовидными гранитами и рыхлыми четвертичными отложениями. Вода в источники гидрокарбонатно-сульфатная натриевая с содержанием радона (40 эман), температура — 38—45 °С, минерализация — 0,2 г/л.
С 2002 по 2018 года сотрудниками Геологического института СО РАН проводились сборы информации о 61 термальном источнике в Забайкалье: температура, pH, данные о макро и микрокомпонентном и т. п. Сборы на Ангаракан-Сартинском источнике проводились в 2008 и 2009 годах: температура — 43 °С и 43,4 °С, водородный показатель — 9,8 ph и 9,82 ph, минерализация — 283 и 293,21 мг/л соответственно по годам сбора.
Согласно постановлению Совета Министров Бурятской АССР № 304 от 14 октября 1980 года термальный источник признан памятником природы и находится под охраной государства.